# Palazzo Forcella De Seta
Il palazzo Forcella de Seta (o Baucina) è un palazzo della città di Palermo edificato in stile neogotico alla metà del XIX secolo dai marchesi Forcella.
Sorge al di sopra delle mura cittadine, sui resti del bastione Vega e sulla porta dei Greci, affacciato sulla strada Colonna (attuale Foro Italico).

## Storia
Dal 1673 i principi Bonanno, a cui era stata affidata la vigilanza sul bastione Vega (costruito nel 1540 e smantellato per la maggior parte nel 1783), ebbero una "casina" costruita al di sopra di esso, nella quale per tradizione risiedeva il figlio primogenito del principe. La residenza fu rinnovata nel 1793 ad opera dell'architetto Domenico Fugazza Furetto. Nel 1815 vi vennero realizzati dei giardini progettati da Vincenzo Di Martino, che probabilmente intervenne anche sulla "casina". Il 20 settembre del 1820 la "casina" venne distrutta da un cannoneggiamento e non più ricostruita. La proprietà venne venduta nel 1833, passando dopo pochi mesi al marchese Enrico Carlo Forcella (1795-1855).
Nel 1834 era conclusa la prima fase di riparazione dei danni subiti dall'edificio nel 1820. Una seconda fase, ad opera degli architetti Nicolò Puglia ed Emmanuele Palazzotto, conclusasi nel 1841, riconfigurò in stile neoclassico la parte centrale, che venne sopraelevata. I lavori inclusero forse anche gli apparati neogotici che probabilmente videro intervenire entrambi gli architetti. Ad una terza fase di lavoro, nella seconda metà dell'800, si deve l'ampliamento a sud-est, in stile neogotico dell'architetto Giuseppe Patricolo, che comprende una sala ottagonale con fontana in stile moresco. Alla progettata costruzione di un'ulteriore ala a nord-ovest si opposero le suore del vicino monastero di Santa Teresa.
Dopo la morte del marchese, il palazzo venne ereditato nel 1855 dal nipote Antonio. Nel 1875 venne venduto a Biagio Licata, per matrimonio principe di Baucina, marchese di Montemaggiore, conte di Isnello e barone d'Aspromonte e alla sua morte nel 1893 passò al figlio Antonio Matteo Armando Licata; furono i principi Licata di Baucina ad ampliarlo verso il giardino creandovi il "castelletto" su progetto di Patricolo. Agli inizi del Novecento venne acquistato dal marchese Francesco De Seta, che fece affrescare il salone neoclassico, già foderato nelle pareti con alabastro,  dal pittore Onofrio Tomaselli (1923).
Dal 1937 al 1940 fu sede della galleria Mediterranea, a quel tempo unica galleria d'arte moderna di Palermo, diretta dalla pittrice Lia Pasqualino Noto.
Negli anni cinquanta il palazzo venne trasformato in circolo e casa da gioco e quindi in sede del Consiglio di giustizia amministrativa.
Nel 2003 è divenuto proprietà dell'Associazione nazionale costruttori edili ed affini di Palermo e provincia (ANCE Palermo) che ha riaperto l'edificio facendone la propria sede di rappresentanza, in attesa degli auspicati restauri.

## Descrizione
Dal cancello sulla rampa di Santa Teresa, con lo stemma de Seta, si accede alla scala per il piano nobile, che giunge ad un vestibolo con finestre ad arco a sesto acuto, decorato con un mosaico con fiere.
A destra del vestibolo si apre la "Grande galleria", alta due piani (con due file di finestre a sesto acuto e colonne sovrapposte negli angoli), decorata all'interno su ispirazione dell'Alhambra di Granada. Parallelamente a questa si apre una seconda galleria, rivestita di marmi e mosaici che richiamano le decorazioni dei palazzi normanni e con iscrizione in greco.
Molti particolari decorativi sono citazioni colte, da opere letterarie o artistiche dell'antichità classica.